# Kimberley Walsh
Kimberley Jane Scott, född Kimberley Jane Walsh, född 20 november 1981 i Bradford i West Yorkshire i England, är en brittisk sångare och fotomodell. Hon är medlem i Girls Aloud.

## Biografi
Kimberley Walsh arbetade bland annat som servitris och dramalärare, innan hon 2002 deltog i den brittiska upplagan av Popstars. Efter finalprogrammet kom hon att bilda tjejgruppen Girls Aloud tillsammans med fyra andra tävlande, Nadine Coyle, Sarah Harding, Nicola Roberts och Cheryl Tweedy. 
Girls Aloud har sedan 2002 haft stora framgångar med flera hits. Samtliga av gruppens fyra första album har sålt platina i England, d.v.s. över 300 000 exemplar.
2009 bestämde bandet sig för att göra ett uppehåll för att fokusera på deras solokarriärer. Kimberley spelade Fiona i musikalen Shrek. Hon spelade också Eponine i Les Misérables.
Bandet splittrades den 20 mars 2013 efter att de hade en sista turné tillsammans.

## Diskografi

### Singlar
- 2011 – "Everybody Dance"
- 2011 – "Like U Like" (Aggro Santos med Kimberley Walsh)
- 2012 – "One Vision" (med Alfie Boe)
- 2013 – "One Day I'll Fly Away"
- 2014 – "The Road" (Alistair Griffin med Kimberley Walsh)

### Album
- 2013 – "Centre Stage"